# Moi, Tintin
Série
Tintin et moi
(2003)
Pour plus de détails, voir Fiche technique et Distribution.
Moi, Tintin est un documentaire consacré à Hergé réalisé par Henri Roanne et Gérard Valet en 1976.

## Fiche technique
- Réalisation et scénario : Henri Roanne et Gérard Valet.
- Assistant réalisateur  : Patrick Slosse
- Image : André Goeffers et Walther van den Ende.
- Musique et son : Alain Pierre
- Montage : Michel Maquet
- Genre : documentaire
- Directeur de Production : Tom Coene
- Producteur : Jacqueline Pierreux
- Production : Pierre Films, Rova Bruxelles et Belvision Paris
- Année du tournage : 1976
- Durée : 52 min.
- Pays de production:  France,  Belgique
- Langue : français
- Date de sortie : 1976

## Distinctions
- Sélection Hors compétition au festival de Cannes 1977.

### Documents d'archives
- Moi, Tintin, archives de l'INA